# Transistor PNP

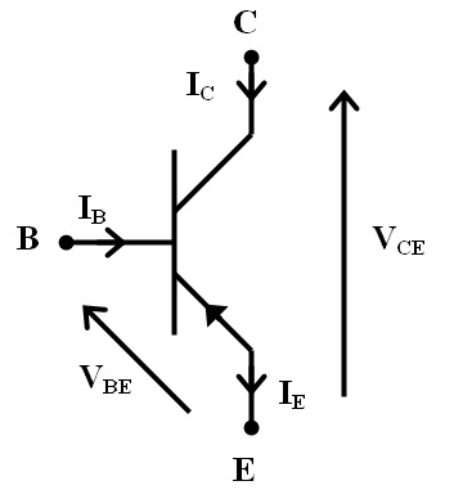
Representação Esquemática do transístor PNP

O transístor PNP (lógica positiva) é formado por duas junções PN na sequência PN-NP. É formado por três cristais de silício, sendo dois P e um N (PNP)
A tensão, no transistor PNP, é mais alta no emissor, média na base mais baixa no coletor. A polarização deste tipo de transistor é o contrário do NPN (lógica negativa).